# Носта (футбольний клуб)
Футбольний клуб «Носта» Новотроїцьк або просто «Носта» (рос. Футбольный клуб «Носта» Новотроицк) — російський футбольний клуб з міста Новотроїцьк Оренбурзької області.

## Хронологія назв
- 1991—1994 — «Металург»
- з 1995 — «Носта»

## Історія
21 квітня 1991 року відбувся дебют новотроїцького «Металурга» в першості СРСР (у 7-ій зоні другої нижчої ліги, тобто 4-му дивізіону країни). У дебютному сезоні клуб посів 16-те місце, через рік, вже в першості Росії, команда виявилася успішнішою - 7-ме місце в 5-ій зоні другої (за силою третьої) ліги. У 1993 році «Металург» зайняв 2-ге місце в 6-ій зоні другої ліги.
У 1995 році футбольний клуб змінив назву на «Носта» («Новотроїцька сталь»).
У 1998 році «Носта» посіла 2-ге місце в зоні «Урал» другого дивізіону (при 29 перемогах, 3 нічиїх та 2 поразки), пропустивши вперед «Амкар».
У 1999 році «Носта» перемогла в зоні «Урал» другого дивізіону, а в стикових матчах за вихід у Перший дивізіон виявилася сильнішою новокузнецького «Металурга» (3:1; 1:2).
Дебютний чемпіонат у Першому дивізіоні видався невдалим. Перша перемога була здобута в 4-му турі над «Спартаком» з Нальчика. І хоча в домашніх зустрічах футболісти з Новотроїцька програли лише 4 рази (7 перемог і 8 нічиїх), то в виїзних матчах було здобуто всього 5 перемог при 2 нічиїх і 12 поразках. ФК «Носта» зайняв 16-те місце з 20-ти і знову вилетів в турнір рангом нижче.
У 2001 році, через зміну керівництва ВАТ «Носта», футбольний клуб зіткнувся з серйозними фінансовими труднощами. У підсумку більшість гравців основного складу перейшли в інші клуби. У 2001-2006 роках клуб знову виступав у другому дивізіоні (2001-2002 - зона «Урал», 2003-2006 - «Урал-Поволжя»). У 2002 році ВАТ «Носта» вийшла з числа засновників клубу. Під питанням виявилося участь клубу в першості Росії, але клуб вижив. У 2003-2004 рокі нові власники команди - "Уральська сталь" - багато зробили для команди. У 2005 році «Носта» посіла 3-тє місце в своїй зоні. У 2006 році «Носта» посіла 1-ше місце в своїй зоні і вийшла в Перший дивізіон.
У 2007 році зайняла 7-ме місце.
У 2008 році «Носта» посіла 5-те місце в Першому дивізіоні, в передостанньому матчі розгромивши московське «Торпедо» і відправивши його, тим самим, у Другій дивізіон.
У 2009 році «Носта» посіла 16-те місце в Першому дивізіоні і вибула в Другій дивізіон.
З 2010 року «Носта» грає у Другому дивізіоні (зона «Урал-Поволжя») без особливого успіху - за підсумками сезону 2010 року команда зайняла 12-те місце з 14-ти команд-учасниць, в сезоні 2011/12 років - останнє 14-те місце, в сезоні 2012/13 років - 12-те з 15-ти, в сезоні 2013/14 років - 8-ме з 12-ти, в сезоні 2014/15 років - 7-ме місце з 11-ти, в сезоні 2015/16 років - 7-ме місце з 10-ти команд.
«Носта» сім разів діставалася до стадії, з якої починають боротьбу клуби елітного дивізіону, тричі перемагала команди Вищої ліги й досягала 1/8 фіналу (сезони 1993/94, 1998/99 та 2001/02 років).
8 вересня 2000 року в Новотроїцьку при аншлагу відбувся матч 1/16 фіналу Кубка Росії-2000/01 «Носта» - «Спартак» (Москва).

## Досягнення
- Другий дивізіон Росії
  -  Чемпіон (2): 1999 (зона «Урал»), 2006 (зона «Урал-Поволжя»)
  -  Срібний призер (2): 1993, 1998 (зона «Урал»)

## Рекорди
- Найбільша перемога - над ФК «Індустрія» (Обнінськ) - 12:1
- Найбільша поразка - від ФК «Академія» (Тольятті) - 0:8
- Найбільша кількість матчів провів М. Рилов (332 матчі, 12 сезонів)
- Найкращий бомбардир клубу за всю його історію - С. Бударін (126 матчів, 66 голів)

## Статистика виступів у чемпіонатах Росії

### Чемпіонат СРСР
| Сезон | Турнір      | Місце   | Іг | В  | Н | П  | М     | О  |
| ----- | ----------- | ------- | -- | -- | - | -- | ----- | -- |
| 1991  | КФК, 7 зона | 16 з 22 | 42 | 14 | 5 | 23 | 45-78 | 33 |

### Чемпіонат Росії
| Сезон   | Турнір                            | Місце    | Іг | В  | Н  | П  | М     | О  | Бомбардир                                           |
| ------- | --------------------------------- | -------- | -- | -- | -- | -- | ----- | -- | --------------------------------------------------- |
| 1992    | Друга ліга ПФЛ, 5 зона            | 7 з 18   | 34 | 17 | 8  | 9  | 60-28 | 42 | Олег Камишев – 12                                   |
| 1993    | Друга ліга ПФЛ, 6 зона            | 2 з 22   | 42 | 27 | 8  | 7  | 90-29 | 62 | В'ячеслав Євсін – 28                                |
| 1994    | Друга ліга ПФЛ, Центр             | 5 з 17   | 32 | 18 | 6  | 7  | 47-32 | 82 | Сергій Бударін – 15                                 |
| 1995    | Друга ліга ПФЛ, Центр             | 4 3 21   | 40 | 24 | 10 | 6  | 68-32 | 80 | Тарас Тризна – 20                                   |
| 1996    | Друга ліга ПФЛ, Центр             | 8 з 22   | 42 | 22 | 10 | 10 | 84-46 | 76 | Олег Синелобов – 20                                 |
| 1997    | Друга ліга ПФЛ, Центр             | 5 з 21   | 40 | 18 | 12 | 10 | 66-49 | 66 | Сергій Бударін – 17                                 |
| 1998    | Друга ліга ПФЛ, Урал              | 2 з 18   | 34 | 29 | 3  | 2  | 91-11 | 90 | Володимир Філіппов – 28                             |
| 1999    | Друга ліга ПФЛ, Урал              | 1 з 16   | 30 | 21 | 7  | 2  | 84-18 | 70 | Володимир Філіппов – 15                             |
| 2000    | Перший дивізіон ПФЛ               | 16 з 20  | 38 | 12 | 10 | 16 | 44-51 | 46 | Руслан Узаков – 6                                   |
| 2001    | Другий дивізіон ПФЛ, Урал         | 4 из 16  | 30 | 18 | 5  | 7  | 76-25 | 59 | Руслан Узаков – 13                                  |
| 2002    | Другий дивізіон ПФЛ, Урал         | 11 из 15 | 28 | 6  | 4  | 18 | 23-46 | 22 | Рінат Сайфулін – 4                                  |
| 2003    | Другий дивізіон ПФЛ, Урал-Поволжя | 5 з 20   | 38 | 24 | 5  | 9  | 66-38 | 77 | Олексій Абдулхаліков– 15                            |
| 2004    | Другий дивізіон ПФЛ, Урал-Поволжя | 3 з 19   | 36 | 19 | 9  | 8  | 54-29 | 66 | Іван Женус – 8                                      |
| 2005    | Другий дивізіон ПФЛ, Урал-Поволжя | 3 з 19   | 36 | 21 | 7  | 8  | 76-37 | 70 | Сергій Давидов – 22                                 |
| 2006    | Другий дивізіон ПФЛ, Урал-Поволжя | 1 з 13   | 24 | 16 | 5  | 3  | 45-13 | 53 | Ельдар Нізамутдінов – 14                            |
| 2007    | Перший дивізіон ПФЛ               | 7 з 22   | 42 | 16 | 16 | 10 | 63-40 | 64 | Ельдар Нізамутдінов – 16                            |
| 2008    | Перший дивізіон ПФЛ               | 5 з 22   | 42 | 20 | 13 | 9  | 59-37 | 73 | Вадим Янчук – 20                                    |
| 2009    | Перший дивізіон ПФЛ               | 16 з 20  | 38 | 9  | 13 | 16 | 47-59 | 40 | Вадим Янчук – 7                                     |
| 2010    | Другий дивізіон ПФЛ, Урал-Поволжя | 12 з 14  | 26 | 5  | 3  | 18 | 28-66 | 18 | Віктор Карпухін – 8                                 |
| 2011/12 | Другий дивізіон ПФЛ, Урал-Поволжя | 14 з 14  | 39 | 3  | 8  | 28 | 19-82 | 17 | Олексій Савельєв, Денис Фолін, Фідан Хабібуллін – 3 |
| 2012/13 | Другий дивізіон ПФЛ, Урал-Поволжя | 12 з 15  | 28 | 5  | 8  | 15 | 21-38 | 23 | Наріман Гусалов, Сергій Кошелєв – 4                 |
| 2013/14 | Другий дивізіон ПФЛ, Урал-Поволжя | 8 з 12   | 27 | 6  | 11 | 10 | 30-32 | 29 | Валерій Сорокні – 6                                 |
| 2014/15 | Другий дивізіон ПФЛ, Урал-Поволжя | 7 з 11   | 24 | 7  | 7  | 10 | 22-30 | 28 | Віктор Карпухін – 6                                 |
| 2015/16 | Другий дивізіон ПФЛ, Урал-Поволжя | 7 з 10   | 27 | 7  | 7  | 13 | 33-41 | 28 | Віктор Карпухін – 6                                 |

### Кубок Росії
| Сезон   | Стадія | Суперник                      | І | В | Н | П | М     |
| ------- | ------ | ----------------------------- | - | - | - | - | ----- |
| 1992/93 | 1/512  | Зеніт (Челябінськ)            | 1 | 0 | 0 | 1 | 0-5   |
| 1993/94 | 1/8    | Спартак (Москва)              | 5 | 4 | 0 | 1 | 13-8  |
| 1994/95 | 1/256  | Газовик (Оренбург)            | 1 | 0 | 0 | 1 | 0-2   |
| 1995/96 | 1/16   | КамАЗ-Чалли (Набережні Челни) | 5 | 4 | 0 | 1 | 9-2   |
| 1996/97 | 1/16   | Локомотив (Москва)            | 5 | 4 | 0 | 1 | 8-3   |
| 1997/98 | 1/32   | Волга (Ульяновськ)            | 4 | 3 | 0 | 1 | 9-6   |
| 1998/99 | 1/8    | Шинник (Ярославль)            | 5 | 4 | 0 | 1 | 12-7  |
| 1999/00 | 1/128  | Нафтохімік (Нижньокамськ)     | 3 | 2 | 0 | 1 | 6-4   |
| 2000/01 | 1/16   | Спартак (Москва)              | 2 | 1 | 0 | 1 | 3-5   |
| 2001/02 | 1/8    | Амкар (Пермь)                 | 6 | 5 | 0 | 1 | 12-10 |
| 2002/03 | 1/256  | Газовик (Оренбург)            | 1 | 0 | 0 | 1 | 0-1   |
| 2003/04 | 1/256  | Газовик (Оренбург)            | 1 | 0 | 0 | 1 | 1-6   |
| 2004/05 | 1/128  | Содовик (Стерлітамак)         | 2 | 1 | 0 | 1 | 2-3   |
| 2005/06 | 1/32   | Лада (Тольятті)               | 4 | 3 | 0 | 1 | 8-5   |
| 2006/07 | 1/32   | Урал (Єкатеринбург)           | 3 | 2 | 0 | 1 | 5-3   |
| 2007/08 | 1/16   | ФК «Москва» (Москва)          | 2 | 1 | 0 | 1 | 2-2   |
| 2008/09 | 1/32   | Волга (Нижній Новгород)       | 1 | 0 | 0 | 1 | 0-1   |
| 2009/10 | 1/32   | Урал (Єкатеринбург)           | 1 | 0 | 0 | 1 | 1-2   |
| 2010/11 | 1/256  | Газовик (Оренбург)            | 1 | 0 | 0 | 1 | 1-2   |
| 2011/12 | 1/256  | ФК «Челябінськ» (Челябінськ)  | 1 | 0 | 0 | 1 | 0-3   |
| 2012/13 | 1/128  | Газовик (Оренбург)            | 1 | 0 | 0 | 1 | 0-1   |
| 2013/14 | 1/256  | Сизрань-2003 (Сизрань)        | 1 | 0 | 0 | 1 | 0-1   |
| 2014/15 | 1/64   | Сизрань-2003 (Сизрань)        | 2 | 1 | 0 | 1 | 6-5   |
| 2015/16 | 1/16   | Терек (Грозний)               | 4 | 3 | 0 | 1 | 5-3   |

## Відомі гравці
Мають досвід виступів у національній збірній. Гравці, прізвища яких виділено жирним шрифтом представляли національну збірну під час виступів у «Ності».
| СРСР/Росія - Олексій Бахарєв - Денис Бояринцев Країни колишнього СРСР - Емін Агаєв | - Рахматулло Фузайлов - Владислав Лунгу - Дмитро Молош - Мантас Савенас | - Михайло Рожков - Олег Синелобов - Анатолій Воловоденко |